# Mil·lenni III
El mil·lenni iii de l'Era Comuna és el mil·lenni actual segons el calendari gregorià. Comprèn el període des de l'1 de gener de 2001 fins al 31 de desembre del 3000.
Com que en l'actualitat estem al primer segle d'aquest mil·lenni, encara té molt pocs esdeveniments significatius. Per tant, l'estudi del mil·lenni iii es fa sobretot en el camp de la prospectiva, i altres disciplines que tracten amb el futur.

## Esdeveniments
Tots allò que fins ara ha succeït al tercer mil·lenni forma part del segle xxi. A grans trets aquest segle ha tingut una Revolució Digital amb l'ús generalitzat d'Internet i s'ha agreujat la influència humana en l'escalfament global del planeta Terra. A més, es poden destacar els esdeveniments següents:
- 2001: Un atemptat terrorista als EUA provoca milers de morts i l'inici del terrorisme global.
- 2020: Esclata la pandèmia per COVID-19 que provoca centenars de milers de morts a tot el món i un gran impacte econòmic.

## Prediccions[calcitació]
- 2008: Problema de l'any 2008: El programari que utilitzi rellotges de 32 bits serà incapaç de funcionar i representar dates a partir del 19 de gener.
- 2010: A partir del 14 de març (29 de febrer al calendari julià) la diferència entre els calendaris julià i gregorià serà de 14 dies. Per primera vegada des de la seva aparició, els dos calendaris coincidiran en el dia de la setmana, i això durarà gairebé cent anys, fins al 28 de febrer de 2000.
- 2007: El sistema de fitxers FAT deixa d'acceptar dates a la pràctica (oficialment només donarà suport fins al 1999).
- 2015: Les bases de dades MySQL deixen d'acceptar dates.
- 2016: El satèl·lit Envisat, declarat mort el 2012, perdrà l'òrbita i cremarà a l'atmosfera.[1]
- 2000: Cap a l'any 2000 s'espera que la civilització humana arribarà al tipus I de l'escala de Kardaixov segons les extrapolacions d'ús energètic.[2]